# Falha de S. Paulo
Falha de S. Paulo foi um website humorístico brasileiro que se dedicava a satirizar a cobertura jornalística do diário Folha de S.Paulo, também brasileiro. O portal era mantido pelos irmãos Lino e Mario Bocchini (jornalista, e designer, respectivamente) e foi tirado do ar após um processo judicial da Folha, que alegou uso indevido de marca devido ao fato do site mimetizar o projeto gráfico, a fonte e o logo da publicação. Os irmãos, contudo, acusam o jornal de censurá-los, e receberam apoio de diversas pessoas e organizações.

## História

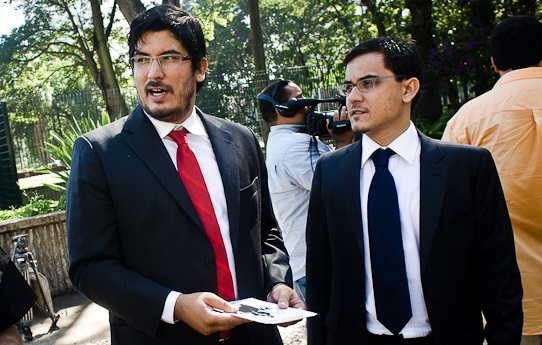
Os irmãos Lino (esq.) e Mario (dir.) Bocchini, criadores do site. A foto os mostra no dia de uma audiência no Tribunal de Justiça do Estado de São Paulo sobre o caso.

O site foi colocado no ar em setembro de 2010. Exibia um logos idêntico ao da Folha, mas substituindo o primeiro "o" por um "a" de modo a exibir o termo "Falha de S. Paulo". O site fazia humor com a cobertura do jornal, especialmente com a suposta tendência pró-José Serra, e anti-Dilma Rousseff que teria sido demonstrada pelo periódico durante a corrida presidencial de 2010 em que ambos disputaram o segundo turno. Os irmãos criticam que a Folha, diferentemente de O Estado de S. Paulo, e da CartaCapital, por exemplo, não declara sua preferência política e ainda afirma não ter nenhuma.
Além de satirizar a cobertura do jornal, o site ainda recorria a montagens, incluindo uma em que o diretor da publicação, Otávio Frias Filho, aparecia caracterizado como Darth Vader, vilão da franquia Guerra nas Estrelas.

## Liminar e processo judicial

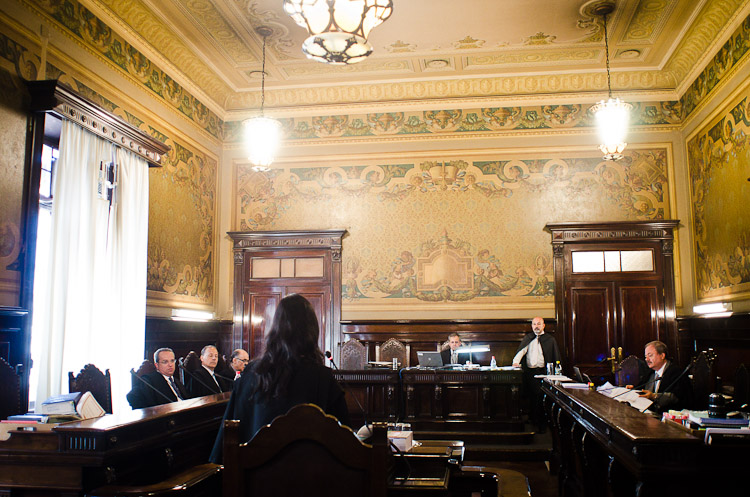
Audiência no Tribunal de Justiça do Estado de São Paulo em fevereiro de 2013 para tratar do caso.

Em outubro, a Folha entrou na justiça e obteve uma liminar que exigia a retirada do blogue do ar, alegando uso indevido de marca. Também entraram com um processo por danos morais. A liminar prévia multa de R$ 1.000 - valor menor que os R$ 10.000 originalmente solicitados pelo jornal - para cada dia de não-cumprimento e foi entregue a Mario no primeiro dia de outubro de 2010. No dia 4 do mesmo mês, os irmãos foram informados pelo Registro.br que o domínio www.falhadespaulo.com.br permaneceria congelado para atender à medida judicial.
Em uma audiência ocorrida em maio de 2011, o jornal afirmou, por meio de sua representante jurídica Taís Gasparian, que não veria problemas se o site voltasse ao ar sem usar "o logo, as fontes, conteúdo, fotos, nada registrado ou que caracterize o projeto gráfico do jornal". Os irmãos negaram a oferta, alegando que isso impediria a sátira, e ofereceram, como contraproposta, a opção de colocarem ao lado do logo do site um aviso informando aos leitores que eles não estão navegando no site do jornal. Uma resposta à alternativa sugerida não foi dada na hora, mas foi prometida para posteriormente.
Em 2013, o caso foi levado ao Tribunal de Justiça do Estado de São Paulo, que decidiu por manter a decisão da instância anterior, insistindo na argumentação do direito de marca. Em 2015, chegou ao Superior Tribunal de Justiça, onde aguarda apreciação do ministro Marco Buzzi.
Em junho de 2017, houve decisão majoritária do Superior Tribunal de Justiça liberando o blogue por entender que isso não caracteriza violação ao direito de marca ou concorrência desleal.

## Reações
Diversas personalidades e organizações expressaram apoio aos irmãos e/ou repúdio à atitude da Folha. Dentre as personalidades que se manifestaram, estão o fundador do WikiLeaks, Julian Assange; o então apresentador do CQC, Marcelo Tas, e o apresentador do Casseta & Planeta, Cláudio Manoel; o músico e ex-ministro da cultura Gilberto Gil; e os jornalistas Juremir Machado da Silva, Guilherme Scalzilli, Luís Nassif e Celso Lungaretti.
A organização não-governamental Repórteres sem Fronteiras divulgou nota na qual pedia à Folha para repensar sua decisão e na qual considerava que o jornal podia pagar bons advogados, enquanto que os irmãos Bocchini passavam dificuldades financeiras para lidar com os processos. A nota acusava a mídia tradicional, "controlada por um punhado de famílias influentes", de ignorar o caso. A organização disse ainda que a tentativa da Folha de "asfixiar financeiramente um meio de comunicação" configurava "uma nova forma de censura" cujo desfecho poderia criar "um precedente perigoso em matéria de direito à caricatura, parte integrante da liberdade de expressão e de opinião."
O Sindicato dos Jornalistas Profissionais no Estado de São Paulo participou de uma manifestação que protestava contra, entre outras questões, a decisão da justiça de exigir a desativação do Falha.
Um grupo de blogueiros iniciou um movimento chamado "censura eu, Folha" em resposta ao ocorrido. O caso foi objeto de discussão de uma audiência pública da Comissão de Legislação Participativa da Câmara dos Deputados do Brasil, ocorrida em 27 de outubro de 2011.
Suzana Singer, então ombudsman da Folha, escreveu em seu espaço no próprio jornal que reconhece o direito da empresa de preservar sua marca, mas que acredita que a manobra prejudicou mais ao diário que ao site:
| “ | (...) não faz bem a um veículo de comunicação progressista - e que se considera "jornal do futuro"- cercear um blog caseiro, apelativo sem dúvida, mas inofensivo. Nessa batalha de David contra Golias, o papel do gigante malvado coube à Folha, que teve sua imagem muito mais prejudicada do que se tivesse simplesmente ignorado as pedrinhas dos irmãos blogueiros. | ” |

No final de 2010, os irmãos Bocchini divulgaram o que seria um e-mail de Suzana que circulou entre jornalistas da Folha. Na mensagem, a ombudsman discorreria sobre a repercussão do caso em veículos diversos (inclusive internacionais) e finalizaria dizendo que "o jornal precisa noticiar o processo, fazer reportagem ouvindo os dois lados, explicar melhor sua posição. Não dá mais pra fingir que nada está acontecendo."
Ao ser confrontado pelo próprio Lino Bocchini, o editor executivo da Folha, Sérgio Dávila, negou que a empresa agisse para censurar e reforçou o argumento da preservação da marca:
| “ | A Folha não está censurando o blog Falha de S.Paulo [sic]. É um problema de marca. Em nenhum momento a Folha proibiu ou restringiu o conteúdo do blog. A sátira, em nenhum momento, está em discussão. Você sabe que a Folha não tem essa atitude censória. A Folha é um veículo independente, apartidário. | ” |

## "Desculpe a Nossa Falha" esitescom conteúdos dosite
Após a suspensão do site, os irmãos Boccini passaram a manter um website sobre o caso chamado "Desculpe a Nossa Falha", onde relatam sua versão dos fatos, disponibilizam os documentos judiciais relacionados ao processo e um clipping da repercussão do caso no Brasil e no mundo.
Apesar do fim do site, internautas montaram blogues e perfis em redes sociais para hospedar parte do conteúdo perdido.